# ميثاق الملك سلمان العمراني
ميثاق الملك سلمان العمراني مبادرة وطنية بالمملكة العربية السعودية، أعلنت عنها هيئة فنون العمارة والتصميم ضمن حفل أقيم بقصر طويق في الحي الدبلوماسي بالعاصمة الرياض بتاريخ 26 ربيع الآخر 1443هـ - الموافق - 1 ديسمبر 2021م، تهدف المبادرة إلى التعريف برؤية خادم الحرمين الشريفين الملك سلمان بن عبدالعزيز آل سعود العمرانية المحليّة، وتكوين منهج وطني لتبني عمارة مستمدة من الأصالة المحلية التاريخية، والثقافية، والبيئية، كما تواكب التطورات المستقبلية في مجال العمارة، وتهدف لتكون هوية عمرانية ملهمة يعيشها الزائر في معرض متنقل بين أربع مدن (الرياض، جدة، أبها، الدمام)، ويحتوي المعرض على مشاريع مميزه حاصلة على جوائز عالمية ومحلية.
جاء ميثاق الملك سلمان العمراني مستلهماً تجربة إبداعية مكتملة، ونتاجاً لفكر عميق، إذ إن هذه التجربة الإبداعية جاءت حصيلة تفاعل واضح بين المعايشة الواقعية والتطلع الطموح نحو الأفضل؛ فتبلورت شكلاً ومضموناً لتُوجد لنفسها مَكانةً مرموقةً بين قوائم أنماط العمارة.

## موقع الإنطلاق
انطلقت مبادرة هيئة فنون العمارة والتصميم بقصر طويق في الحي الدبلوماسي بالرياض، بحضور العديد من المسؤولين والمهتمين والمتخصصين في فنون العمارة والتصميم.

## الرؤية
خلق منهجية وطنية لتحقيق التميز العمراني وتحسين جودة الحياة أفراد المجتمع كافة؛ من خلال خلق بيئات عمرانية تستند على الموروث الثقافي والبيئي، وتحاكي التطورات المستقبلية.

## القيم الأساسية
تميّزت العمارة السلمانيّة بجاذبية جمالية ذات قِيَم زرع بذورها خادم الحرمين الشريفين الملك سلمان بن عبد العزيز بعناية، حيث تتميّز كل قيمة من القيم الست بأهميتها وهدفها وتوجهها نحو قيم التصميم التي يجب دعمها، كما ترسم هذه القِيَم مرجعية للتميّز المعماري ومعانيه العميقة؛ فهي تجسد جوهر فلسفة التصميم، الذي نتج عن تشكيلة واسعة من المشاريع المدرجة في ميثاق الملك سلمان العمراني.
- الأصالة: وجود منطق تصميمي ملموس، أو عمليّة فكريّة تسعى إلى إنشاء مساحات حضريّة ومعمارية تعبّر بأصالة وتميُّز عن المكان.[3]
- الاستمرارية: النماء والتطور الدائم لمجتمع محلي يحتفي بالهوية الوطنية ويحترم الماضي، إلى جانب كونه متأصلاً في فهم نسيج المجتمع المادي وثقافته المحلية.[3]
- محورية الإنسان: التركيز على الأفراد والجماعات في محور أي تصميم؛ لتحسين التجارب، وشمولها، وعدالتها الاجتماعية.[3]
- ملاءمة العيش: الاهتمام برفع مستوى جودة العيش؛ وذلك بإقامة بيئة حضرية آمنة، وجذابة، وصحية، ومترابطة اجتماعيّاً لتلائم جميع المواطنين.[3]
- الابتكار: إتاحة مساحة ذهنية لاستكشاف آفاق جديدة والتي تأتي غالباً مع التعاون مع شركاء يملكون منظوراً مختلفاً، أو لديهم معارف معيّنة مكمِّلة.[3]
- الاستدامة: حماية وتعزيز الجانب البيئي، والإجتماعي، والإقتصادي وتعزيزه بصورة واعية.[3]

## إستراتيجية تفعيل الميثاق
تم تطوير إستراتيجية ميثاق الملك سلمان العمراني لتشمل عدداً من المبادرات والخدمات والحوافز بهدف تفعيل الميثاق، من خلال رفع الوعي والمشاركة والتبني والترويج، حيث تتمثل المرحلة الأولى لتفعيل الاستراتيجية في: إصدار وثيقة الميثاق، والمعرض المتنقل، والجائزة، إلى جانب عدد من الخدمات والحوافز.

### وثيقة الميثاق
تم إصدار وثيقة الميثاق على هيئة كتاب بعنوان «ميثاق الملك سلمان العمراني»،  وقد جاء الكتاب عنواناً للهوية العمرانية السعودية ومتضمناً خلاصة إبداع قائم على قواعد متينة من الابتكار والاكتشاف، ومتسقاً مع البيئات والصروح العمرانية النموذجية التي أنشئت تحت رعاية خادم الحرمين الشريفين الملك سلمان بن عبد العزيز، حيث تولدت فكرة صياغة الميثاق بشكل يتضمن كل ما يهم المتخصصين في تصميم البيئة العمرانية في أنحاء المملكة، بدءاً من التفكير في البناء، مروراً بالمراحل كافة، حتى تسليم المبنى.

### المعرض
يحتفي المعرض بإطلاق ميثاق الملك سلمان العمراني رسمياً للجمهور، حيث يهدف إلى رفع الوعي بمنهجية الميثاق من خلال إبراز قيمه الست الأساسية، وإتاحة الفرصة للزوار باكتشاف تطبيقاته المتنوعة؛ حتى يتسنى لهم استشعار أثره على جودة الحياة والأهداف التي يسعى إلى تحقيقها.

### الجائزة
تسعى جائزة ميثاق الملك سلمان العمراني إلى تحديد وتشجيع المشاريع التي تبنَّت ميثاق الملك سلمان العمراني وقيمه، وأظهرت تميُّزاً في تنفيذها مع إحداث تأثيرٍ اجتماعي هادف، ويتوقع إطلاق الدورة الأولى في منتصف عام 2022 م، حيث تتكون الجوائز من ثلاث فئات: (1) المشاريع المبنيَّة، (2) المشاريع غير المبنيَّة، (3) مشاريع تصميم طلاب الجامعة.

### الحوافز والخدمات
- أكاديمية المعماري الصغير.[3]
- معرض ميثاق الملك سلمان العمراني.[3]
- الجولات الإرشادية في المعالم المعمارية.[3]
- مجموعة أدوات بحث ذكية.[3]
- فعاليات الميثاق للتواصل والمؤتمرات.[3]
- إصدارات الميثاق المرئية والمسموعة.[3]
- منصة مجتمع الميثاق.[3]
- بوابة الإسهام بالأفكار.[3]
- مقهى التعلم وتواصل العقول.[3]
- مختبر البحث والتصميم.[3]
- منافسات الميثاق.[3]
- جائزة ميثاق الملك سلمان العمراني.[3]
- برنامج شهادات الميثاق.[3]
- سفراء الميثاق.[3]

## الهدف من المبادرة
- تأصيل العمارة السلمانية، وتجسيدها من حيث الفلسفة والنهج التصميمي في قيم عديدة.[5]
- أساس استراتيجي للعمران والمستقبل ومنهجية تصميم تُبرز تاريخ المملكة وثقافتها من جهة.[3]
- دليل إرشادي لصناع القرار والمختصين والمهتمين بالعمارة والعمران من جهة أخرى.[3]

## الفعاليات
يحتوي المعرض على مشاريع مميزة حاصلة على جوائز عالمية ومحلية، كما يُعرّف بقيم ومبادئ الميثاق لتُساعد على توجيه المصممين نحو القيم الثقافية التي ابتدأت في مدينة الرياض، ليصل تأثيرها إلى بقية مناطق المملكة والعالم. حيث يستعرض معرض ميثاق الملك سلمان العمراني الاحتفاء بالرؤية العمرانية الشاملة التي تم استلهامها من تأثير الملك سلمان بن عبد العزيز آل سعود
في 13 فبراير 2022، نظَّمت هيئة فنون العمارة والتصميم، معرض ميثاق الملك سلمان العمراني بمحافظة جدة، الذي استمر الى 26 فبراير. حيث تُعدُّ محافظة جدة المحطة الثالثة من مشروع الميثاق، فيما الرياض كانت المحطة الأولى، وأبها المحطة الثانية. يهتم المعرض بجميع المهتمين والمتخصّصين في مجالي العمارة والتصميم.

## معرض الكتاب 2023
في 28 سبتمبر 2023، نظمت هيئة الأدب والنشر والترجمة في معرض الرياض الدولي للكتاب 2023، بجامعة الملك سعود، ندوة حوارية بعنوان "المستقبل والقيمة التاريخية لميثاق الملك سلمان العمراني"، تطرّقت لمراحل الميثاق عبر تنظيم مدينة الرياض وتخطيطها، وإعادة تنظيم وسط الرياض، ومنطقة قصر الحكم.

## معرض الكتاب 2022
في يونيو2022، نظمت هيئة فنون العمارة والتصميم معرض "ميثاق الملك سلمان العمراني" بمركز الملك سلمان الدولي للمعارض والمؤتمرات، أثناء معرض الكتاب بالمدينة المنورة للكتاب. حيث تطرق المعرض للعمارة، واستعرض بعض الأمثلة العمرانية التي يتبناها الميثاق، من خلال القيم الست التي ترتكز على: (الأصالة، والاستمرارية، ومحورية الإنسان، وملاءمة العيش، والابتكار، والاستدامة).

## كتاب ميثاق الملك سلمان العمراني
في يناير 2023، أصدرت هيئة فنون العمارة والتصميم كتاب "ميثاق الملك سلمان العمراني"، يحتوي على 235 صفحةً، موزعةً على سبعة فصول. يتضمن الكتاب قواعد متينة من الابتكار والاكتشاف، كما نص الكتاب على كلمة الملك سلمان بن عبد العزيز: "الحمد لله رب العالمين، والصلاة والسلام على رسول الله، منذ أن منّ الله على هذه الأرض المباركة بالأمن والاستقرار على يد المغفور له الملك عبد العزيز بن عبد الرحمن آل سعود - طيب الله ثراه - وبلادنا تعيش رحلةً مستمرةً من النمو والتطوّر في كافة ميادين الحياة، ورافق ذلك نهضة عمرانية شاملة. ولأنَّ المملكة العربية السعودية ترتكز على إرث تاريخي عريق، وعادات وتقاليد مميزة، انعكست على طبائع الناس وحياتهم وبيئتهم، فقد كان من الواضح لنا منذ البداية، مدى أهمية العناية بهذه الهوية وضمان عدم تأثرها سلبًا بالمتغيرات، وكان الجانب العمراني من أهم الجوانب التي أوليناها اهتمامًا بالغًا، لما له من دلالات مهمة ترتبط بالعمق التاريخي، والاعتزاز بهوية بلادنا، وخصائصها المكانية والاجتماعية. إننا نرى العمارة شاهدًا على تاريخ هذه البلاد المباركة، وإطلاق هذا الميثاق يُعدُّ تجسيداً للجهود العمرانية التي تمت، ولثقافتنا وأصالة هويتنا، وسيسهم بإذن الله في توجيه الجهود المستقبلية، للوصول لتنوع الحلول والإبداع العمراني المستوحى من عمق ثقافتنا".

## سفراء ميثاق الملك سلمان العمراني
في سبتمبر 2023، أطلقت هيئة فنون العمارة والتصميم برنامج "سفراء ميثاق الملك سلمان العمراني"، حيث أعلنت الهيئة عن أسماء سفراء الميثاق في دورته الأولى، وعددهم 16 سفيرًا. ويهدف البرنامج إلى إثراء المعرفة والتجارب، ورفع مستوى الوعي حول أهمية الميثاق، وتعزيز قِيم الميثاق العمرانية، التي تشمل الأصالة، والاستمرارية، ومحورية الإنسان، وملاءمة العيش، والابتكار، والاستدامة.

## جائزة ميثاق الملك سلمان العمراني في المشاريع
في ديسمبر 2023م، أعلنت هيئة فنون العمارة والتصميم، عن إطلاق جائزة لأفضل التطبيقات لميثاق الملك سلمان العمراني في المشاريع. حيث تُعدُّ الجائزة عن ثقافة العمارة السلمانية "الهوية النجدية" لمدينة الرياض، لتكون مرجعًا للطراز العمراني المستقبلي، وتقديم هويات مختلفة في مدن المملكة.